# 加马雷迪
加马雷迪（Kamareddy），是印度特伦甘纳邦的一个城镇。总人口64222（2001年）。

## 人口
该地2001年总人口64222人，其中男性32665人，女性31557人；0—6岁人口8306人，其中男4183人，女4123人；识字率65.67%，其中男性为74.39%，女性为56.64%。